# (6306) Nishimura
(6306) Nishimura (1989 UL3) – planetoida z pasa głównego asteroid okrążająca Słońce w ciągu 4 lat i 136 dni w średniej odległości 2,67 j.a. Została odkryta 30 października 1989 roku.